# كريس كارماك
كريس كارماك (بالإنجليزية: Chris Carmack)‏  واسم ولادته جيمس كريستوفر كارماك (من مواليد 22 ديسمبر 1980، واشنطن) هو عارض أزياء سابق ومغني وممثل أمريكي

## حياته
ولد كارماك بواشنطن، وترعرع بديرود، ماريلاند حيث كان له شقيقان أخ وأخت.

## أعماله

### أفلامه
- 2006 : مجرد حظي (فيلم)
- 2007 : الحب المدمر
- 2007 : السلسلة البوليسية سي إس آي: ميامي
- 2008 : ربات بيوت يائسات
- 2008 : السلسلة البوليسية سي اس آي: نيويورك
- 2009 : السلسلة البوليسية إن سي آي إس (مسلسل)
- 2009 : إن سي آي إس (مسلسل)
- 2010 : ألفا وأوميجا (فيلم)

### مسلسلاته
- 2003 - 2004 : ذا أو سي (مسلسل)
- 2005 : سمولفيل

## وصلات خارجية
- كريس كارماك على موقع الفن سينما
- كريس كارماك على موقع IMDb (الإنجليزية)
- كريس كارماك على موقع روتن توميتوز (الإنجليزية)
- كريس كارماك على موقع قاعدة بيانات الأفلام العربية
- كريس كارماك على موقع ألو سيني (الفرنسية)
- كريس كارماك على موقع ميوزك برينز (الإنجليزية)
- كريس كارماك على موقع أول موفي (الإنجليزية)
- كريس كارماك على موقع قاعدة بيانات الأفلام السويدية (السويدية)
- كريس كارماك على موقع إن إن دي بي (الإنجليزية)
- كريس كارماك على موقع ديسكوغز (الإنجليزية)
- كريس كارماك على موقع قاعدة بيانات الفيلم (الإنجليزية)
- على موقع ألو سينما